# Monaster Căldărușani
Monastyr Căldărușani (rum: Mănăstirea Căldărușani) – rumuński klasztor prawosławny w gminie Gruiu, w okręgu Ilfov, w Rumunii, nad jeziorem o tej samej nazwie. Został zbudowany w 1637 roku przez hospodara Wołoszczyzny Mateusza Basaraba.
Klasztor jest wpisany na listę obiektów zabytkowych pod numerem LMI IF-II-a-A-15293.